# Saint-Priest-Bramefant
Saint-Priest-Bramefant è un comune francese di 887 abitanti situato nel dipartimento del Puy-de-Dôme nella regione dell'Alvernia-Rodano-Alpi.

## Società

### Evoluzione demografica
Abitanti censiti